# Morgen hör ich auf
Morgen hör ich auf ist eine Dramaserie, die das Wirken eines Geldfälschers zeigt. Die Hauptrolle eines in Geldnot geratenen Druckers und Familienvaters spielt Bastian Pastewka. 
Ursprünglich sollte eine zweite Staffel produziert werden, Mitte April 2018 wurden diese Pläne aber verworfen und die Serie abgesetzt.

## Ausgangssituation
Bastian Pastewka spielt die Rolle von Jochen Lehmann. Dieser ist verheiratet, Vater von drei Kindern und Besitzer einer Druckerei, die tief in den roten Zahlen steckt. Sowohl beruflich wie privat läuft es für Jochen ganz und gar nicht gut. Finanziell steht ihm das Wasser bis zum Hals. Die Banken wollen ihm partout keinen weiteren Kredit mehr geben und seine Frau Julia (Susanne Wolff) hat einen Liebhaber.
Und gerade, als Jochen so ganz und gar am Abgrund steht, fängt er eines Nachts an, falsche Fünfziger zu drucken. Die Blüten lösen zwar die gröbsten finanziellen Sorgen, schaffen aber ihrerseits neue Probleme, weil nun die Unterwelt auf Jochen aufmerksam wird.

## Besetzung
| Rolle                       | Schauspieler      | Episoden  |
| --------------------------- | ----------------- | --------- |
| Jochen Lehmann              | Bastian Pastewka  | 1.01–1.05 |
| Julia Lehmann               | Susanne Wolff     | 1.01–1.05 |
| Laura Lehmann               | Janina Fautz      | 1.01–1.05 |
| Vincent Lehmann             | Moritz Jahn       | 1.01–1.05 |
| Nadine Lehmann              | Katharina Kron    | 1.01–1.05 |
| Andreas Gerlach             | André Jung        | 1.01–1.05 |
| Utz Becker                  | Jan Pohl          | 1.01–1.05 |
| Sonja "Sunny" Palatzky      | Margarita Broich  | 1.01–1.05 |
| Rainer Fellbaum             | Wolfgang Rüter    | 1.01–1.05 |
| Damir Decker                | Georg Friedrich   | 1.01–1.04 |
| Tobias                      | Dennis Mojen      | 1.01–1.05 |
| Enno Wevel (Nachbar)        | Stephan Grossmann | 1.01–1.05 |
| Werner Tauchert (Banker)    | Uwe Preuss        | 1.01–1.03 |
| Rolf „The Wolf“ Danneberg   | Torben Liebrecht  | 1.01–1.04 |
| Hauptkommissar Schnabelbach | Alexander Scheer  | 1.03–1.05 |
| Blaschko                    | Simon Schwarz     | 1.03–1.05 |

## Episodenliste

### Staffel 1
| Nr. (ges.) | Nr. (St.) | Originaltitel     | Erstausstrahlung Deutschland | Zuschauer (ges.)   | Zuschauer (14- bis 49-Jährige) |
| ---------- | --------- | ----------------- | ---------------------------- | ------------------ | ------------------------------ |
| 1          | 1         | Schöner Schein    | 2. Jan. 2016                 | 4,49 Mio. (13,6 %) | 1,25 Mio. (10,7 %)             |
| 2          | 2         | Wechselgeschäfte  | 9. Jan. 2016                 | 4,19 Mio. (13,3 %) | 1,11 Mio. (9,9 %)              |
| 3          | 3         | Talfahrt          | 16. Jan. 2016                | 3,22 Mio. (10,3 %) | 0,81 Mio. (6,7 %)              |
| 4          | 4         | Zahltag           | 23. Jan. 2016                | 3,17 Mio. (10,2 %) | 0,59 Mio. (5,2 %)              |
| 5          | 5         | Heute hör ich auf | 30. Jan. 2016                | 2,78 Mio. (8,9 %)  | 0,67 Mio. (5,9 %)              |

## Drehorte
Gedreht wurde die Serie sowohl an den Handlungsorten Bad Nauheim und Frankfurt am Main als auch in Köln. Als Eigenheim der Lehmanns diente ein Wohnhaus im Roteichenweg in Köln-Dellbrück.

## Kritiken
Die Serie wurde vielfach mit der populären US-Serie Breaking Bad verglichen. ZDF-Programmdirektor Norbert Himmler lobte die Serie bei der Vorstellung mit diesem Vergleich, während Die Zeit und andere Medien die vielfältigen Anleihen beim Vorbild kritisierten.

„Hierzulande machen Kritiker und Publikum zeitgeschichtliche Serien gern zur Königsdisziplin, weil ein thematischer, historischer Mehrwert zu Recht ein Qualitätskriterium ist. In dieser Hinsicht, aber auch plottechnisch, mögen ‚Deutschland 83‘ und ‚Weißensee‘ die ‚bedeutsameren‘ Serien sein. Dramaturgisch, atmosphärisch, filmästhetisch, Cast-technisch und lustpolitisch (gemeint ist damit das Spaß- und Kultpotenzial für den Zuschauer) aber ist ‚Morgen hör ich auf‘ der größere Coup – zumal der Subtext der Serie in Richtung ‚Krise & sozialer Niedergang‘ auch eine gewisse gesellschaftliche Relevanz nicht abzusprechen ist.“

„‚Morgen hör ich auf‘ ist – ungefähr ähnlich den Romanen des Sven Regener – eine aufregende Genremischung, eine Dramödie, eine sardonische Tiefenbohrung ins Innere des bundesbürgerlichen Bewusstseins, ein garstiger Familienroman, eine Studie in männlicher Krisenbewältigung, ein fabelhaftes schauspielerisches Scharmützel höchst unterschiedlicher Talente. Und die Geburt des Charakterschauspielers Bastian Pastewka.“

„Also, kann das funktionieren: Pastewka und einige andere Humor-Signale in einen im Grunde ernsten Plot stecken, der aber natürlich eine Räuberpistole ist, inszeniert von einem altgedienten Krimi-Regisseur (Martin Eigler: ‚Tatort‘, ‚Stralsund‘)? Kann ein Mix aus ‚Breaking Bad‘ und ‚Pastewka‘ gut werden?
Eindeutige Antwort: ja.“

„Das größte Problem des Films aber ist sein Hauptdarsteller: Bastian Pastewka gelingt es einfach nicht, sich von seinem Image als Komiker zu lösen. Sein Scheitern bei den Versuchen, die schiefe Bahn wieder zu verlassen, haben meist etwas Unbeholfenes – doch er soll gar nicht tapsig wirken. Die Verzweiflung, die ihn anfallen müsste angesichts der existenziellen Bedrohung seines Daseins wird nie erkennbar. Und dass so einer zum Mörder werden könnte – kaum zu glauben. Pastewka als Verbrecher wider Willen ist selbst so ein falscher Fuffziger. […]
Die Serie soll ‚ein Mix aus Komödie, Drama und Krimi‘ sein, heißt es denn auch beim ZDF. Aber diese Mischung wirkt so ähnlich wie Brathering mit Schlagsahne. Hat der Sender sie deshalb nicht auf den besseren Sendeplatz um 20.15 Uhr gesetzt, weil er der Rezeptur doch nicht recht getraut hat?“

## Auszeichnungen
- 2016: Internationale Eyes & Ears Awards, 3. Preis in der Kategorie Bester Programm-Vorspann: Fiction
- 2017: Goldene Kamera, beste deutsche Miniserie[13]
- 2017: Bayerischer Fernsehpreis für Martin Eigler, Sönke Lars Neuwöhner und Sven S. Poser (Bestes Buch/Mehrteiler)

## Verweise
- Offizielle Website (archiviert) (ZDF)
- Morgen hör ich auf bei IMDb
- Morgen hör ich auf bei Fernsehserien.de